# Auschwitz. Ero il numero 220543
Auschwitz. Ero il numero 220543 è un romanzo autobiografico scritto dal reduce di guerra britannico Denis Avey in collaborazione con il giornalista della BBC Rob Broomby nel 2011.

## Trama
Il libro narra le esperienze vissute da Denis Avey, soldato del Royal Army britannico che prestò servizio in Nordafrica durante la prima metà della seconda guerra mondiale. Dopo essere stato catturato e trasferito varie volte in varie carceri per prigionieri di guerra in vari paesi europei, Avey è stato alla fine internato nel campo di lavoro di Auschwitz- Monowitz. Lì, sentendo parlare delle immani atrocità inflitte dalle SS ai danni dei prigionieri ebrei, decide di scambiarsi con uno di loro per qualche notte per poter essere testimone di tutto ciò in prima persona. Liberato alla fine del conflitto, ha taciuto la sua storia per anni, prima di raccontare gli orrori che ha vissuto in prima persona in uno stato di totale impotenza.